# Campionati europei individuali di ginnastica artistica 2019
Gli VIII Campionati europei individuali di ginnastica artistica sono stati l'8ª edizione dei Campionati europei di ginnastica artistica con competizioni a livello individuale. Si sono svolti dal 10 al 14 aprile 2019 presso l'Arena Szczecin di Stettino, in Polonia.

## Programma
| Data      | Ora (UTC+2)   | Maschile                                 | Femminile                        |
| --------- | ------------- | ---------------------------------------- | -------------------------------- |
| 10 aprile | 10:00 - 12:40 | Qualificazioni (suddivisione 1)          | —                                |
| 10 aprile | 14:00 - 16:40 | Qualificazioni (suddivisione 2)          | —                                |
| 10 aprile | 17:00 - 19:40 | Qualificazioni (suddivisione 3)          | —                                |
| 11 aprile | 10:00 - 12:00 | —                                        | Qualificazioni (suddivisione 1)  |
| 11 aprile | 13:30 - 15:30 | —                                        | Qualificazioni (suddivisione 2)  |
| 11 aprile | 16:00 - 18:00 | —                                        | Qualificazioni (suddivisione 3)  |
| 11 aprile | 18:30 - 20:30 | —                                        | Qualificazioni (suddivisione 4)  |
| 12 aprile | 13:00 - 15:45 | Finale individuale                       | —                                |
| 12 aprile | 17:30 - 19:00 | —                                        | Finale individuale               |
| 13 aprile | 13:30 - 16:40 | Corpo libero Cavallo con maniglie Anelli | Volteggio Parallele asimmetriche |
| 14 aprile | 13:30 - 16:40 | Volteggio Parallele simmetriche Sbarra   | Trave Corpo libero               |

## Podi

### Maschile
| Evento                           | Oro             | Punti  | Argento         | Punti  | Bronzo             | Punti  |
| Concorso individuale (dettagli)  | Nikita Nagornyj | 88.665 | Artur Dalalojan | 87.832 | Mários Geōrgíou    | 84.398 |
| Corpo libero (dettagli)          | Artur Dalalojan | 15.100 | Artem Dolgopyat | 14.900 | Dmitrij Lankin     | 14.800 |
| Cavallo con maniglie (dettagli)  | Max Whitlock    | 15.533 | Cyril Tommasone | 14.800 | Vladislav Poljašov | 14.600 |
| Anelli (dettagli)                | Denis Abljazin  | 14.966 | Marco Lodadio   | 14.966 | Vahagn Davtjan     | 14.933 |
| Volteggio (dettagli)             | Denis Abljazin  | 14.950 | Andrey Medvedev | 14.699 | Artur Dalalojan    | 14.533 |
| Parallele simmetriche (dettagli) | Nikita Nagornyj | 15.466 | Petro Pachnjuk  | 15.333 | Ferhat Arıcan      | 15.033 |
| Sbarra (dettagli)                | Epke Zonderland | 15.266 | Tin Srbić       | 14.900 | Artur Dalalojan    | 14.800 |

### Femminile
| Evento                            | Oro                         | Punti  | Argento                     | Punti  | Bronzo              | Punti  |
| Concorso individuale (dettagli)   | Mélanie de Jesus dos Santos | 55.433 | Elissa Downie               | 55.365 | Angelina Mel'nikova | 55.065 |
| Volteggio (dettagli)              | Marija Paseka               | 14.516 | Coline Devillard            | 14.450 | Elissa Downie       | 14.316 |
| Parallele asimmetriche (dettagli) | Anastasija Il'jankova       | 14.833 | Angelina Mel'nikova         | 14.533 | Alice D'Amato       | 14.400 |
| Trave (dettagli)                  | Alice Kinsella              | 13.566 | Mélanie de Jesus dos Santos | 13.466 | Lorette Charpy      | 12.900 |
| Corpo libero (dettagli)           | Mélanie de Jesus dos Santos | 13.833 | Eythora Thorsdottir         | 13.666 | Angelina Mel'nikova | 13.466 |

## Risultati in dettaglio

### Concorso individuale maschile
| Pos.    | Ginnasta          | Nazione       | Attrezzo     | Attrezzo | Attrezzo | Attrezzo  | Attrezzo  | Attrezzo | Totale |
| Pos.    | Ginnasta          | Nazione       | Corpo libero | Cavallo  | Anelli   | Volteggio | Parallele | Sbarra   | Totale |
| ------- | ----------------- | ------------- | ------------ | -------- | -------- | --------- | --------- | -------- | ------ |
| Oro     | Nikita Nagornyj   | Russia        | 14.766       | 14.333   | 14.733   | 14.900    | 15.400    | 14.533   | 88.665 |
| Argento | Artur Dalalojan   | Russia        | 14.800       | 13.966   | 14.600   | 14.533    | 15.200    | 14.733   | 87.832 |
| Bronzo  | Mários Geōrgíou   | Cipro         | 13.833       | 14.166   | 13.500   | 14.000    | 14.733    | 14.166   | 84.398 |
| 4       | Joe Fraser        | Gran Bretagna | 13.866       | 13.933   | 13.833   | 14.200    | 14.833    | 13.700   | 84.365 |
| 5       | Ahmet Önder       | Turchia       | 13.933       | 12.833   | 14.000   | 14.600    | 15.000    | 13.933   | 84.299 |
| 6       | Petro Pachnjuk    | Ucraina       | 13.233       | 13.700   | 13.433   | 14.433    | 14.933    | 13.566   | 83.298 |
| 7       | James Hall        | Gran Bretagna | 12.766       | 13.833   | 13.833   | 14.266    | 14.466    | 13.933   | 83.097 |
| 8       | Artur Davtjan     | Armenia       | 13.566       | 13.666   | 14.166   | 14.633    | 13.700    | 13.366   | 83.097 |
| 9       | Loris Frasca      | Francia       | 13.966       | 13.366   | 13.333   | 15.033    | 13.566    | 13.333   | 82.597 |
| 10      | Ferhat Arıcan     | Turchia       | 13.766       | 14.100   | 12.633   | 14.333    | 14.633    | 12.800   | 82.265 |
| 11      | Andreas Toba      | Germania      | 13.266       | 13.466   | 13.833   | 14.433    | 13.700    | 13.533   | 82.231 |
| 12      | Casimir Schmidt   | Paesi Bassi   | 14.133       | 13.366   | 13.633   | 14.433    | 13.600    | 12.933   | 82.098 |
| 13      | Nicolò Mozzato    | Italia        | 14.000       | 12.966   | 12.800   | 14.300    | 13.600    | 13.933   | 81.599 |
| 14      | Eddy Yusof        | Svizzera      | 13.800       | 12.233   | 13.533   | 13.000    | 14.633    | 13.833   | 81.032 |
| 15      | Ludovico Edalli   | Italia        | 13.666       | 13.300   | 12.400   | 13.400    | 14.366    | 13.733   | 80.865 |
| 16      | Robert Tvorogal   | Lituania      | 13.533       | 12.900   | 12.200   | 13.833    | 14.166    | 13.866   | 80.498 |
| 17      | Christian Baumann | Svizzera      | 13.600       | 11.666   | 14.100   | 13.733    | 13.366    | 13.633   | 80.098 |
| 18      | Joel Plata        | Spagna        | 13.766       | 11.833   | 13.366   | 13.566    | 13.566    | 13.800   | 79.897 |
| 19      | Yevhen Yudenkov   | Ucraina       | 13.200       | 13.266   | 13.100   | 13.800    | 13.533    | 12.900   | 79.799 |
| 20      | Oskar Kirmes      | Finlandia     | 13.900       | 12.966   | 12.733   | 13.800    | 13.700    | 12.100   | 79.199 |
| 21      | Ivan Tikhonov     | Azerbaigian   | 13.700       | 12.633   | 13.466   | 14.333    | 13.000    | 11.533   | 78.665 |
| 22      | Jimmy Verbaeys    | Belgio        | 13.133       | 12.300   | 12.700   | 13.766    | 14.000    | 12.466   | 78.365 |
| 23      | Elias Koski       | Finlandia     | 13.200       | 12.200   | 13.000   | 13.500    | 12.900    | 13.333   | 78.133 |
| 24      | Paul Degouy       | Francia       | 13.166       | 9.900    | 12.833   | 13.100    | 12.900    | 13.633   | 75.532 |

### Corpo libero maschile
| Pos.    | Ginnasta           | D Score | E Score | Pen.   | Totale |
| ------- | ------------------ | ------- | ------- | ------ | ------ |
| Oro     | Artur Dalalojan    | 6.2     | 8.900   | —      | 15.100 |
| Argento | Artem Dolgopyat    | 6.4     | 8.600   | -0.100 | 14.900 |
| Bronzo  | Dmitrij Lankin     | 6.5     | 8.400   | -0.100 | 14.800 |
| 4       | Benjamin Gischard  | 6.0     | 8.500   | —      | 14.500 |
| 5       | Alexander Shatilov | 5.8     | 8.666   | —      | 14.466 |
| 6       | Rayderley Zapata   | 6.1     | 8.366   | —      | 14.466 |
| 7       | Ahmet Önder        | 5.9     | 8.200   | —      | 14.100 |
| 8       | Nicola Bartolini   | 5.8     | 8.266   | —      | 14.066 |

### Cavallo con maniglie
| Pos.    | Ginnasta           | D Score | E Score | Pen. | Totale |
| ------- | ------------------ | ------- | ------- | ---- | ------ |
| Oro     | Max Whitlock       | 6.9     | 8.633   | —    | 15.533 |
| Argento | Cyril Tommasone    | 6.2     | 8.600   | —    | 14.800 |
| Bronzo  | Vladislav Poljašov | 6.0     | 8.600   | —    | 14.600 |
| 4       | Nikita Nagornyj    | 5.9     | 8.566   | —    | 14.466 |
| 5       | Ferhat Arıcan      | 5.6     | 8.266   | —    | 13.866 |
| 6       | Brinn Bevan        | 5.5     | 7.900   | —    | 13.400 |
| 7       | Oleh Vernjajev     | 6.2     | 7.000   | —    | 13.200 |
| 8       | Mários Geōrgíou    | 5.6     | 7.400   | —    | 13.000 |

### Anelli
| Pos.    | Ginnasta         | D Score | E Score | Pen. | Totale |
| ------- | ---------------- | ------- | ------- | ---- | ------ |
| Oro     | Denis Abljazin   | 6.1     | 8.866   | —    | 14.966 |
| Argento | Marco Lodadio    | 6.3     | 8.666   | —    | 14.966 |
| Bronzo  | Vahagn Davtjan   | 6.1     | 8.833   | —    | 14.933 |
| 4       | Nikita Nagornyj  | 6.0     | 8.900   | —    | 14.900 |
| 5       | Courtney Tulloch | 6.5     | 8.266   | —    | 14.766 |
| 6       | Samir Aït Saïd   | 6.1     | 8.633   | —    | 14.733 |
| 7       | Artur Tovmasjan  | 6.1     | 8.600   | —    | 14.700 |
| 8       | Ihor Radivilov   | 6.3     | 7.633   | —    | 13.933 |

### Volteggio maschile
| Pos.    | Ginnasta          | D. Score | E. Score | Penalità | 1° Parziale | D. Score | E. Score | Penalità | 2° Parziale | Totale |
| ------- | ----------------- | -------- | -------- | -------- | ----------- | -------- | -------- | -------- | ----------- | ------ |
| Oro     | Denis Abljazin    | 5.6      | 9.400    | —        | 15.000      | 5.6      | 9.300    | —        | 14.900      | 14.950 |
| Argento | Andrey Medvedev   | 5.6      | 8.733    | —        | 14.333      | 5.6      | 9.466    | —        | 15.066      | 14.699 |
| Bronzo  | Artur Dalalojan   | 5.6      | 9.333    | —        | 14.933      | 6.0      | 8.133    | —        | 14.133      | 14.533 |
| 4       | Yahor Sharamkou   | 5.2      | 9.066    | —        | 14.266      | 5.6      | 9.166    | —        | 14.766      | 14.616 |
| 5       | Benjamin Gischard | 5.2      | 9.300    | —        | 14.500      | 5.2      | 9.266    | —        | 14.466      | 14.483 |
| 6       | Nicola Bartolini  | 5.2      | 9.466    | —        | 14.666      | 4.8      | 9.533    | -0.100   | 14.233      | 14.449 |
| 7       | Ihor Radivilov    | 5.6      | 9.400    | —        | 15.000      | 5.6      | 8.166    | -0.300   | 13.466      | 14.233 |
| 8       | Courtney Tulloch  | 5.6      | 7.933    | -0.300   | 13.233      | 5.6      | 7.933    | —        | 13.533      | 13.383 |
| Pos.    | Ginnasta          | 1° Salto | 1° Salto | 1° Salto | 1° Salto    | 2° Salto | 2° Salto | 2° Salto | 2° Salto    | Totale |

### Parallele simmetriche
| Pos.    | Ginnasta          | D Score | E Score | Pen. | Totale |
| ------- | ----------------- | ------- | ------- | ---- | ------ |
| Oro     | Nikita Nagornyj   | 6.4     | 9.066   | —    | 15.466 |
| Argento | Petro Pachnjuk    | 6.2     | 9.133   | —    | 15.333 |
| Bronzo  | Ferhat Arıcan     | 6.3     | 8.733   | —    | 15.033 |
| 4       | Artur Dalalojan   | 6.4     | 8.566   | —    | 14.966 |
| 5       | Ahmet Önder       | 6.2     | 8.633   | —    | 14.833 |
| 6       | Christian Baumann | 6.1     | 8.466   | —    | 14.566 |
| 7       | Brinn Bevan       | 5.9     | 8.633   | —    | 14.533 |
| 8       | Oleh Vernjajev    | 5.4     | 7.733   | —    | 13.133 |

### Sbarra
| Pos.    | Ginnasta        | D Score | E Score | Pen.   | Totale |
| ------- | --------------- | ------- | ------- | ------ | ------ |
| Oro     | Epke Zonderland | 6.8     | 8.466   | —      | 15.266 |
| Argento | Tin Srbić       | 6.2     | 8.700   | —      | 14.900 |
| Bronzo  | Artur Dalalojan | 6.1     | 8.700   | —      | 14.800 |
| 4       | Carlo Macchini  | 5.7     | 8.366   | —      | 14.066 |
| 5       | Ludovico Edalli | 5.6     | 7.833   | —      | 13.433 |
| 6       | Ivan Stretovič  | 5.7     | 6.833   | —      | 12.533 |
| 7       | Ahmet Önder     | 5.2     | 7.266   | —      | 12.466 |
| 8       | James Hall      | 0.7     | 8.800   | -8.000 | 1.500  |

### Concorso individuale femminile
| Pos.    | Ginnasta                    | Nazione       | Attrezzo  | Attrezzo  | Attrezzo | Attrezzo     | Totale |
| Pos.    | Ginnasta                    | Nazione       | Volteggio | Parallele | Trave    | Corpo libero | Totale |
| ------- | --------------------------- | ------------- | --------- | --------- | -------- | ------------ | ------ |
| Oro     | Mélanie de Jesus dos Santos | Francia       | 14.100    | 14.000    | 13.733   | 13.600       | 55.433 |
| Argento | Elissa Downie               | Gran Bretagna | 14.500    | 14.066    | 13.333   | 13.466       | 55.365 |
| Bronzo  | Angelina Mel'nikova         | Russia        | 14.333    | 14.266    | 12.900   | 13.566       | 55.065 |
| 4       | Alice D'Amato               | Italia        | 14.233    | 14.200    | 12.300   | 12.500       | 53.233 |
| 5       | Anastasija Bačyns'ka        | Ucraina       | 13.600    | 13.300    | 13.533   | 12.700       | 53.133 |
| 6       | Giorgia Villa               | Italia        | 14.300    | 13.533    | 12.633   | 12.533       | 52.999 |
| 7       | Diana Varinska              | Ucraina       | 13.400    | 13.833    | 12.866   | 12.900       | 52.999 |
| 8       | Lorette Charpy              | Francia       | 13.600    | 13.933    | 12.500   | 12.400       | 52.433 |
| 9       | Angelina Simakova           | Russia        | 13.300    | 13.866    | 13.466   | 10.833       | 51.465 |
| 10      | Ana Filipa Martins          | Portogallo    | 13.433    | 12.666    | 12.733   | 12.566       | 51.398 |
| 11      | Eythora Thorsdottir         | Paesi Bassi   | 13.466    | 11.833    | 12.666   | 13.400       | 51.365 |
| 12      | Maellyse Brassart           | Belgio        | 13.400    | 12.766    | 12.900   | 12.100       | 51.166 |
| 13      | Tisha Volleman              | Paesi Bassi   | 14.000    | 12.900    | 11.566   | 12.433       | 50.899 |
| 14      | Jessica Castles             | Svezia        | 13.400    | 11.633    | 12.833   | 12.866       | 50.732 |
| 15      | Alice Kinsella              | Gran Bretagna | 14.200    | 12.600    | 13.033   | 10.833       | 50.666 |
| 16      | Laura Bechdejú              | Spagna        | 13.266    | 13.100    | 12.033   | 12.200       | 50.599 |
| 17      | Denisa Golgotă              | Romania       | 14.266    | 11.800    | 11.700   | 12.733       | 50.499 |
| 18      | Ilaria Käslin               | Svizzera      | 13.366    | 12.000    | 13.200   | 11.933       | 50.499 |
| 19      | Nóra Fehér                  | Ungheria      | 12.933    | 13.133    | 11.333   | 12.366       | 49.765 |
| 20      | Jade Vansteenkiste          | Belgio        | 13.366    | 11.966    | 10.933   | 12.533       | 48.798 |
| 21      | Cintia Rodríguez            | Spagna        | 13.300    | 11.100    | 12.500   | 11.866       | 48.766 |
| 22      | Aneta Holasová              | Rep. Ceca     | 13.600    | 12.166    | 10.800   | 12.166       | 48.732 |
| 23      | Marina Nekrasova            | Azerbaigian   | 13.500    | 10.166    | 12.666   | 12.133       | 48.465 |
| 24      | Lisa Zimmermann             | Germania      | 13.300    | 12.366    | 10.400   | 11.733       | 47.799 |

### Volteggio femminile
| Pos.    | Ginnasta            | D. Score | E. Score | Penalità | 1° Parziale | D. Score | E. Score | Penalità | 2° Parziale | Totale |
| ------- | ------------------- | -------- | -------- | -------- | ----------- | -------- | -------- | -------- | ----------- | ------ |
| Oro     | Marija Paseka       | 6.0      | 8.500    | -0.300   | 14.200      | 5.8      | 9.033    | —        | 14.833      | 14.516 |
| Argento | Coline Devillard    | 5.8      | 9.000    | —        | 14.800      | 5.4      | 8.800    | -0.100   | 14.100      | 14.450 |
| Bronzo  | Elissa Downie       | 5.4      | 9.000    | —        | 14.400      | 5.2      | 9.033    | —        | 14.233      | 14.316 |
| 4       | Asia D'Amato        | 5.4      | 8.900    | —        | 14.300      | 5.2      | 8.966    | —        | 14.166      | 14.233 |
| 5       | Angelina Mel'nikova | 5.4      | 8.933    | —        | 14.333      | 5.2      | 8.733    | —        | 13.933      | 14.133 |
| 6       | Denisa Golgotă      | 5.4      | 9.100    | —        | 14.500      | 4.8      | 8.933    | —        | 13.733      | 14.116 |
| 7       | Sára Péter          | 5.4      | 9.133    | —        | 14.533      | 4.6      | 9.000    | —        | 13.600      | 14.066 |
| 8       | Teja Belak          | 5.4      | 8.533    | —        | 13.933      | 5.0      | 7.566    | —        | 12.566      | 13.249 |
| Pos.    | Ginnasta            | 1° Salto | 1° Salto | 1° Salto | 1° Salto    | 2° Salto | 2° Salto | 2° Salto | 2° Salto    | Totale |

### Parallele asimmetriche
| Pos.    | Ginnasta                    | D Score | E Score | Pen. | Totale |
| ------- | --------------------------- | ------- | ------- | ---- | ------ |
| Oro     | Anastasija Il'jankova       | 6.3     | 8.533   | —    | 14.833 |
| Argento | Angelina Mel'nikova         | 6.1     | 8.433   | —    | 14.533 |
| Bronzo  | Alice D'Amato               | 6.0     | 8.400   | —    | 14.400 |
| 4       | Anastasiya Alistratava      | 5.8     | 8.566   | —    | 14.366 |
| 5       | Jonna Adlerteg              | 6.0     | 8.300   | —    | 14.300 |
| 6       | Lorette Charpy              | 5.7     | 8.400   | —    | 14.100 |
| 7       | Mélanie de Jesus dos Santos | 5.6     | 8.166   | —    | 13.766 |
| 8       | Sanna Veerman               | 5.5     | 6.866   | —    | 12.366 |

### Trave
| Pos.    | Ginnasta                    | D Score | E Score | Pen.   | Totale |
| ------- | --------------------------- | ------- | ------- | ------ | ------ |
| Oro     | Alice Kinsella              | 5.5     | 8.066   | —      | 13.566 |
| Argento | Mélanie de Jesus dos Santos | 5.5     | 7.966   | —      | 13.466 |
| Bronzo  | Lorette Charpy              | 5.4     | 7.500   | —      | 12.900 |
| 4       | Ilaria Käslin               | 4.9     | 7.933   | —      | 12.833 |
| 5       | Denisa Golgotă              | 5.4     | 6.766   | —      | 12.166 |
| 6       | Pauline Schäfer             | 5.3     | 6.500   | -0.100 | 11.700 |
| 7       | Anastasija Bačyns'ka        | 4.9     | 6.733   | —      | 11.633 |
| 8       | Giorgia Villa               | 5.3     | 5.900   | —      | 11.200 |

### Corpo libero femminile
| Pos.    | Ginnasta                    | D Score | E Score | Pen.   | Totale |
| ------- | --------------------------- | ------- | ------- | ------ | ------ |
| Oro     | Mélanie de Jesus dos Santos | 5.7     | 8.233   | -0.100 | 13.833 |
| Argento | Eythora Thorsdottir         | 5.5     | 8.166   | —      | 13.666 |
| Bronzo  | Angelina Mel'nikova         | 5.9     | 7.866   | -0.300 | 13.466 |
| 4       | Denisa Golgotă              | 5.7     | 7.766   | -0.100 | 13.366 |
| 5       | Claudia Fragapane           | 5.7     | 7.666   | —      | 13.366 |
| 6       | Jade Vansteenkiste          | 5.2     | 8.033   | —      | 13.233 |
| 7       | Alice Kinsella              | 5.1     | 8.000   | —      | 13.100 |
| 8       | Marine Boyer                | 5.0     | 7.933   | —      | 12.933 |